# Helfe

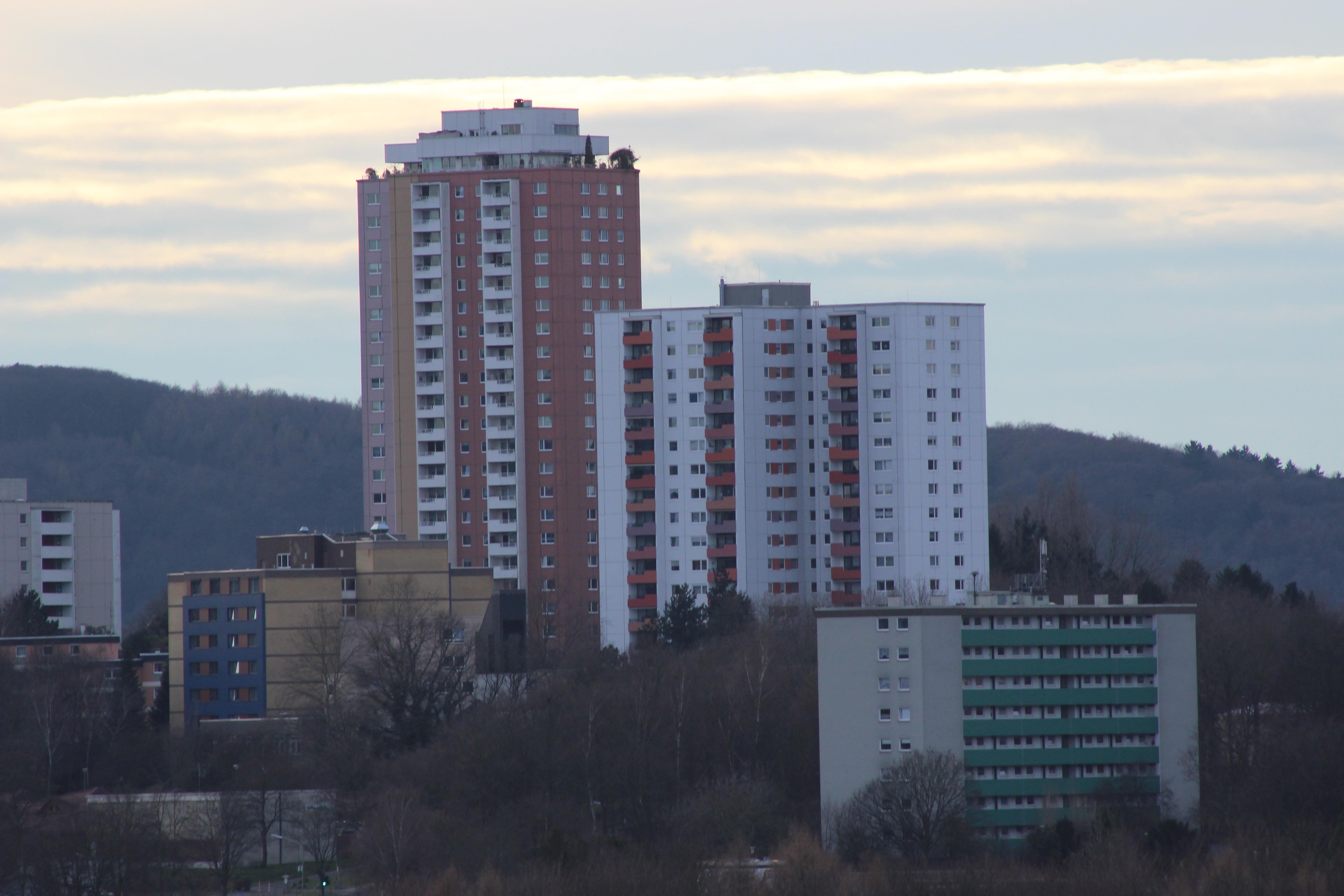
Durch seine Hochhäuser ist Helfe aus großer Entfernung zu sehen

Helfe ist ein Stadtteil der kreisfreien Großstadt Hagen in Nordrhein-Westfalen. Helfe gehört zum Stadtbezirk Hagen-Nord mit Verwaltungssitz in Boele. 

## Geschichte
Zum heutigen Stadtteil Helfe gehört das Haus Busch, ein ehemaliges Rittergut und Herrensitz der Familie von Syberg zum Busch. Die sich um 1350 von ihrem Stammsitz, der märkischen Siburg (Hohensyburg), an der unteren Lenne in Helfe, in Blickweite der Hohensyburg, ansiedelten.
Im 19. Jahrhundert kam durch Einheirat der preußische Politiker Ludwig von Vincke, Oberpräsident der Provinz Westfalen, in Besitz von Haus Busch. Nach ihm sein Sohn der Politiker Georg von Vincke, der 1811 in Haus Busch geboren wurde. Beide sind auf einem etwa 700 Meter von Haus Busch entfernten Privatfriedhof, dem Erbbegräbnis von Haus Busch, bestattet. Die Vincke Gräber, umgeben von einer Ringmauer, liegen in einem Wald im Landschaftsschutzgebiet Buschbach, welches ebenfalls zum Stadtteil Helfe gehört.
Helfe hieß in früheren Jahrhunderten Dorpbole oder Doerboele und lag an dem alten „Hellweg“, nach dem im 18. Jahrhundert die Hellweger Bauerschaft ihren Namen bekam. Erst später wurde daraus der heutige Name Helve (Helfe). Erstmals erwähnt wurde „Dorpboele“ 1351 als in villa Bole, dicitur Dorpbole op deme Heleweghe. 1408 als beneven Dorpbole over deme Helewege. 1840 Helve und ab 1907 Helfe. Der Ortsname ist als „Weg an einem Hang“ zu umschreiben.
Helfe gehörte ehemals im Amt Wetter, Kirchspiel Boele und Gericht Hagen zur Grafschaft Mark. Im Schatzbuch der Grafschaft Mark von 1486 werden in der Boyler Burschop 15 steuerpflichtige Hofbesitzer mit einer Abgabe zwischen ½ Gg und 8 Goldgulden genannt. Darunter die beiden Clawes op den Helwege und Wylhelm op den Helwege. Laut eines Schatzzettels von 1645 hatten in der Bauerschaft Doerboel 12 Bewohner zwischen ½ und 4 Taler Steuern zu zahlen. Darunter Hermen aufn Hellewege mit 1 Taler oder Kampman mit 4 Taler.
Alte Helfer (Doerboeler) Hofnamen waren: Auvermann (1408) und Groß-Schmitt (1400), beides Pachtkotten von Haus Busch; Hermesmann-Grave, vermutlicher Adelssitz der von Boele, später Pachthof Haus Busch; Halm-Breer, Pachtkotten der Kirche Volmarstein; Kampmann (1408), Pachtgut Haus Busch; Hermesmann, Pachthof Haus Busch; Lange, Mertens und Mönig (1400), alle drei Pachtkotten Haus Busch; Tempelmann (1400), Pachtgut Haus Busch; Steinhoff (1408), Gut der Vikarie Boele. Alle Höfe wurden zwischen 1969 und 1972 abgebrochen oder verschwanden schon vorher.

## Infrastruktur

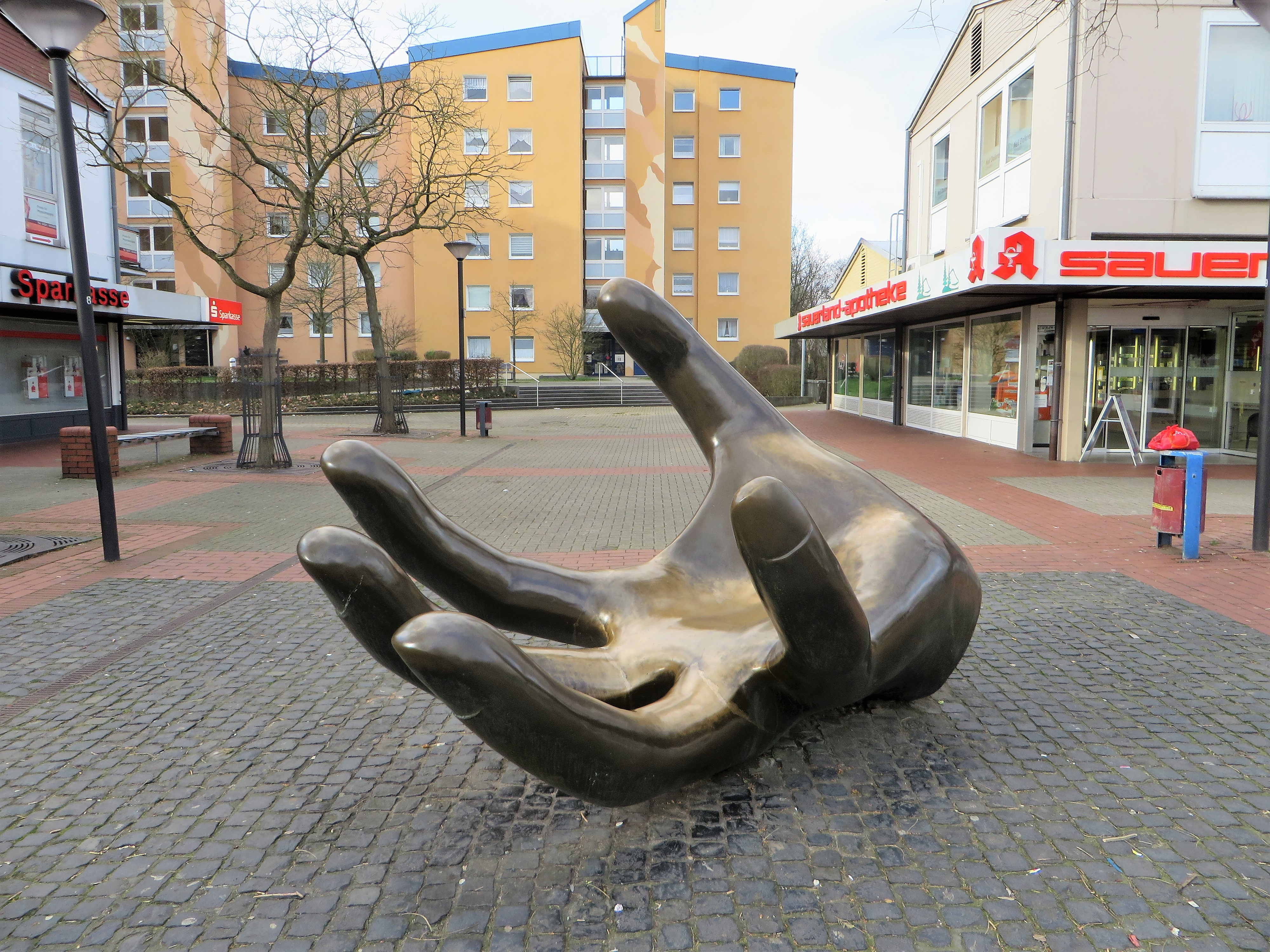
Eine Hand bildet den Mittelpunkt des Helfer Marktplatzes

Helfe wurde ab 1961 als Gartenvorstadt geplant. Die neu zu errichtenden Wohngebiete in den Außenbezirken Hagens dachte man sich als in Grün eingebettete Nachbarschaften, mit eigenen Einkaufsmittelpunkten, Schulen, Kinderspielplätzen und Sportanlagen. Entsprechende Gutachten und Vorschläge wurden seit den 1950er Jahren eingeholt. Ab 1959 wurde von renommierten Städteplanern zukunftsweisende Planvorschläge für neue und moderne Wohnsiedlungen im Rahmen der Stadterweiterung erarbeitet. Mit den Erschließungsarbeiten für die Gartenvorstadt Helfe wurde 1963 begonnen, im folgenden Jahr wurden die ersten Häuser errichtet. Vorgesehen waren etwa 1900 Wohnungseinheiten für ca. 7500 Einwohner. Die Errichtung dieser Wohnsiedlung erfolgte auch im Hinblick auf den zukünftigen Wohnbedarf in Folge der bereits damals im Rahmen der Gebietsreform ab 1969 geplanten Erschließung des unteren Lennetals als neues Industriegebiet. Die Gartenvorstadt Helfe war seinerzeit aber auch ein Vorzeige-Bauvorhaben des Bundesministeriums für Wohnungswesen, Städtebau und Raumordnung.
Rund um den zentral angelegten Marktplatz von Helfe ist ein Geschäftszentrum entstanden sowie ein ökumenisches Gemeindezentrum. Zusätzlich existiert ein städtischer Kindergarten, eine Grundschule mit Turnhalle, zwei Altenpflegeheime sowie ein Sportzentrum. 
Mit der katholischen Kirchengemeinde St. Andreas sowie der evangelischen Jakobus Kirchengemeinde sind in Helfe zwei Kirchengemeinden in einem ökumenischen Gemeindezentrum ansässig.
Lange Zeit beherbergte bis Ende 2019 das Haus Busch ein Institut zur Aus- und Weiterbildung von Journalisten. Außer durch die Erbgruft Vincke im Buscher Wald, das Haus Busch und die dortige ehemalige Journalistenausbildung wurde Helfe auch durch die jährlich stattfindenden Helfer Herbst- und Musiktage überregional bekannt.
Im Rahmen der kommunalen Neugliederung wurde die Gemeinde Boele einschließlich Helfe am 1. August 1929 in die Stadt Hagen eingemeindet. Am 31. Dezember 2018 lebten 6629 Einwohner im Wohnbezirk Fley/Helfe, in Helfe mit dem überwiegend größeren Anteil.